# Rosa kwangtungensis
Rosa kwangtungensis es una especie de planta del género Rosa, de la familia Rosaceae.

## Taxonomía
Rosa kwangtungensis fue descrita por T. T. Yu y H. T. Tsai en 1936.

## Distribución
Se encuentra en el territorio sudeste de China.